# Gordon Messenger

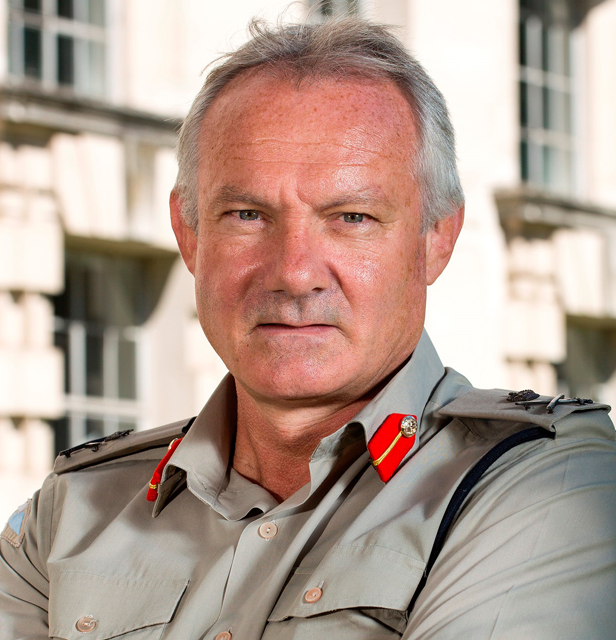
Gordon Messenger (2016)

Sir Gordon Kenneth Messenger, KCB, DSO&Bar, OBE (* 15. April 1962 in Dundee, Schottland) ist ein ehemaliger britischer General der Royal Marines, der unter anderem zuletzt zwischen 2016 und 2019 Vize-Chef des Verteidigungsstabes (Vice-Chief of the Defence Staff) der Streitkräfte des Vereinigten Königreichs war.

## Leben

### Offiziersausbildung, Afghanistankrieg und Irakkrieg
Gordon Kenneth Messenger begann nach dem Besuch der 1553 gegründeten King Edward VI School in Southampton ein Studium der Geographie an der University of Leicester, das er 1983 mit einem Bachelor of Science abschloss. Im Anschluss trat er als Second Lieutenant in die Royal Marines ein. In den darauf folgenden Jahren fand er zahlreiche Verwendungen als Offizier sowie Stabsoffizier und nahm als Lieutenant-Colonel unter anderem am Krieg in Afghanistan. Für seine Verdienste wurde er am 30. Oktober 2001 als Officer des Order of the British Empire (OBE) ausgezeichnet. Er war zwischen 2002 und 2003 Kommandeur des 40. Marineinfanteriekommandos (40 Commando Royal Marines). Später nahm er als Colonel auch am Irakkrieg teil und wurde für die dortigen Verdienste am 19. April 2003 als Companion des Distinguished Service Order (DSO) ausgezeichnet.
Als Brigadier war Messenger im Verteidigungsstab zwischen April und September 2007 zuerst Leiter der Abteilung Streitkräfteentwicklung und Strategisches Management (Director of Force Development & Strategy Management) sowie im Anschluss von September 2007 bis September 2008 Leiter der Abteilung Gemeinsame Einsätze und Überseeoperationen (Director of Joint Commitments & Overseas Operations). Danach war er abermals in Afghanistan eingesetzt und fungierte zwischen Oktober 2008 und April 2009 Kommandeur der 3. Marineinfanteriekommandobrigade (3 Commando Brigade RM) sowie in Personalunion auch Kommandeur der in der Provinz Helmand eingesetzten Task Force Helmand. Für seinen erneuten Einsatz in Afghanistan erhielt er am 11. September 2009 eine Spange (Bar) zum DSO.

### Aufstieg zum General und Vize-Chef des Verteidigungsstabes

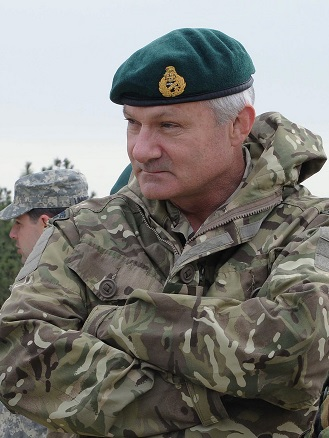
Gordon Messenger (2014)

Im November 2010 wechselte Gordon Messenger als Major-General ins Ständige Gemeinsame Hauptquartier PJHQ (Permanent Joint Headquarters) nach Northwood und war dort bis August 2012 stellvertretender Chef des Stabes für gemeinsame Operationen (Deputy Chief, Joint Operations). Als Lieutenant-General fungierte er als Nachfolger von Lieutenant-General James Everard zwischen Juli 2014 und seiner Ablösung durch Lieutenant-General Mark Carleton-Smith im April 2016 als stellvertretender Chef des Verteidigungsstabes für Operationen (Deputy Chief of the Defence Staff, Operations) und wurde in dieser Verwendung am 13. Juni 2015 Companion des Order of the Bath (CB).
Zuletzt wurde Messenger im Mai 2016 zum General befördert und als Nachfolger von Air Chief Marshal Stuart Peach Vize-Chef des Verteidigungsstabes (Vice-Chief of the Defence Staff) der Streitkräfte des Vereinigten Königreichs und verblieb in dieser Verwendung bis zu seinem Eintritt in den Ruhestand im Mai 2019, woraufhin Admiral Timothy Fraser seine Nachfolge antrat. Er war zwischen 2016 und 2019 auch Generaladjutant (Aide-de-camp General) von Königin Elisabeth II. und wurde am 11. Juni 2016 zum Knight Commander des Order of the Bath (KCB) geadelt, wodurch er das Prädikat „Sir“ erhielt.
Er beendete seine militärische Karriere im Mai 2019. Am 6. Dezember 2021 wurde Messenger zum Rear-Admiral of the United Kingdom ernannt, was das erste Mal ist, dass ein Royal Marine dieses Ehrenamt innehatte.

### Kommandeur des Tower of London

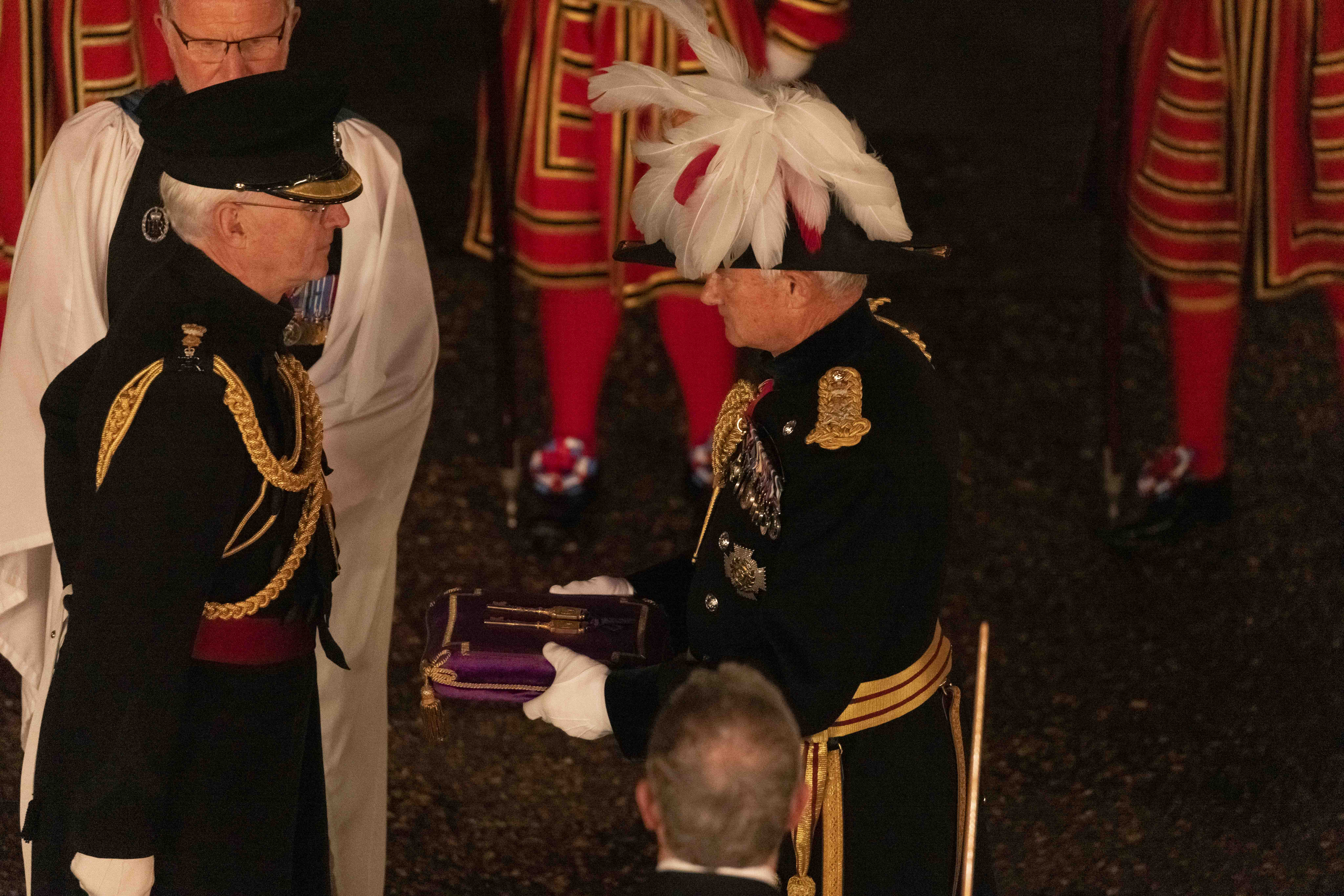
Messenger erhält The Monarch's Keys vom Comptroller of the Lord Chamberlain's Office bei seiner Amtseinführung als Constable

Im April 2022 wurde die Ernennung Messengers zum Konstabler des Towers bekanntgegeben. Er trat dieses Amt am 1. August 2022 an. Messenger ist der erste Angehörige der Royal Marines in dieser Stellung. Seine offizielle Amtseinführung fand am 5. Oktober 2022 im Tower statt.
Messenger übernahm das zeremonielle Amt des Lord High Steward bei der Krönung von Charles III. am 6. Mai 2023 und trug in dieser Eigenschaft die Edwardskrone in der Krönungsprozession.